# アンリ4世 (ブラバント公)
アンリ4世（Henri IV de Brabant, 1251年 - 1272年4月29日）は、ブラバント公（在位：1261年 - 1267年）。父はアンリ3世、母はブルゴーニュ公ユーグ4世の娘アデライード。ジャン1世の兄。
1261年に死去した父の後を継いだが、1267年に精神薄弱を理由に廃位、弟のジャン1世に爵位を譲らされ、1272年に死去した。